# Трепельне
Тре́пельне — селище Амвросіївської міської громади Донецького району Донецької області, Україна.

## Загальні відомості
Відстань до райцентру становить близько 12 км і проходить автошляхом Т 0509.
Унаслідок російської військової агресії із серпня 2014 р. Трепельне перебуває на території ОРДЛО.

## Населення
За даними перепису 2001 року населення селища становило 107 осіб, із них 62,62 % зазначили рідною мову українську та 37,38 % — російську.